# Trinomys myosuros
Trinomys myosuros és una espècie de mamífer rosegador de la família de les rates espinoses. És endèmica dels boscos situats a l'oest de les serralades litorals dels estats de Bahia i Minas Gerais (Brasil). El seu hàbitat natural són els boscos de la Mata Atlàntica. Es creu que no hi ha cap amenaça significativa per a la supervivència d'aquesta espècie, tot i que la desforestació i la transformació del seu entorn per a usos ramaders i agrícoles probablement n'afecten les poblacions.